# Église Saint-Waast de Rilly-sur-Aisne
Pour les articles homonymes, voir église Saint-Vaast.
L'église Saint-Waast de Rilly-sur-Aisne est une église du XVe siècle située sur le territoire de la commune de Rilly-sur-Aisne, dans le département des Ardennes. Elle est remarquable notamment par les vitraux de Jacques Le Chevallier.

## Localisation
L'église est située à Rilly-sur-Aisne, dans la rue du Lieutenant Levitte, à proximité de l'intersection entre cette rue et la Grande Rue.

## Historique
La paroisse est directement liée à la vie de saint Waast. C’est sur la voie romaine et le pont franchissant l’Aisne, entre Voncq et Rilly, qu’un aveugle aurait recouvré la vue, grâce à saint Waast. Et ce miracle aurait attiré l’attention de Clovis, selon la légende.
L'église date du XVe siècle. L'édifice est classé au titre des monuments historiques en 1920.
Une restauration est menée juste après la Seconde Guerre mondiale sous la direction de l'architecte en Chef  des Monuments Historiques, Robert Renard. Pour les vitraux, celui-ci décide de  faire travailler Jacques Le Chevallier, déjà reconnu à l’époque comme un des acteurs du renouveau du vitrail. 

## Description générale
La nef est  unique. Elle donne sur un transept et un chœur à cinq pans, voûté sur croisée d'ogives, avec clefs de voûte pendantes. Une tourelle extérieure ronde  en briques rouges abrite l'escalier menant aux combles. Un petit clocher surmonte la nef à la moitié  de sa longueur.
À l’intérieur, on trouve quelques tableaux dont une œuvre du Rémois, Nicolas Perseval, le Miracle de saint Waast, une piscine du XVIe siècle et deux statues en bois, de la Vierge et de saint Vincent. On trouve également les dalles funéraires d'Anne Broyer, morte en 1708, et d'Antoine Pelletier, mort en 1693.
Le maître-verrier Jacques Le Chevallier a créé dans cette église de Rilly-sur-Aisne un ensemble de 12 verrières et d’un oculus en façade.

## Description des vitraux
Dans le chœur, la verrière centrale représente le Christ entouré de saint François d'Assise et de saint Dominique, fondateurs de deux ordres religieux importants. La verrière à droite est consacrée à  sainte Jeanne d'Arc et saint Waast. Jeanne est en armure, avec en dessous d’elle deux enfants et une oie. Au-dessus de saint Waast, sont représentés l’église de Rilly-sur-Aisne (anciennement Rilly-aux-Oies) et le monument aux morts de la commune. La verrière à gauche représente sainte Thérèse de Lisieux, et saint Louis, avec dans le panneau inférieur à ces deux personnages, des scènes de guerre et  d'exode rappelant 1940. Enfin, à chaque  extrémité du chœur, à droite, les évangélistes saint Marc et saint Jean, et à gauche, les deux autres évangélistes, saint Luc et saint Matthieu.
Dans le  transept Sud, une verrière est consacrée à la Nativité. La scène inclut en fait la Nativité,  la légende des accoucheuses décrite dans les Évangiles apocryphes, et l'adoration des bergers. D’où ces différents personnages, et quelques animaux  autour de l’enfant Jésus, Marie, Joseph. En face dans le transept Nord, le thème est celui de la crucifixion, avec saint Jean, Marie Madeleine aux pieds du Christ et la Vierge Marie à gauche dans une cape bleue.
Les lignes de plomb qui sertissent les morceaux de verre confèrent à ces verrières un dessin très géométrique. La lumière est habilement distribuée par les vitraux blancs ou pâles, et la gravure à l’acide introduit des nuances dans les verres colorés.
Dans la nef,  à droite, 2 fenêtres sont sur le thème  des litanies de la Vierge. L'oculus, au-dessus du portail occidental, représente l'Agneau pascal, au centre d’un vitrail géométrique et coloré.